# 北方擴展毫米陣列
北方擴展毫米陣列（Northern Extended Millimeter Array）是歐洲地面最大的天文設施之一，也是北半球最強大的毫米波電波望遠鏡。北方擴展毫米陣列由12個15公尺天線組成的大型陣列，可分佈在最遠1.7公里的距離上，作為一台望遠鏡協同工作。
北方擴展毫米陣列位於歐洲最大的高海拔地區之一：法國阿爾卑斯山布爾高原，海拔2500多公尺。北方擴展毫米陣列與IRAM 30米望遠鏡一起構成事件視界望遠鏡的一部分。

## 科學研究
北方擴展毫米陣列在電波天文學領域做出了開創性的工作，觀測到當時人類已知最遙遠的星系。北方擴展毫米陣列與IRAM 30米望遠鏡一起首次拍攝到了附近星系及氣體完整而詳細的電波影像。北方擴展毫米陣列也獲得了第一張圍繞雙星系統的氣體盤影像。北方擴展毫米陣列的天線首次捕捉到其中一個圓盤中空腔，暗示了存在一顆圍繞新恆星運行並在軌道上吸收物質的行星天體。總之，毫米波電波天文研究所設施發現了迄今為止已知的三分之一的星際分子。

## 外部連結
- The NOEMA brochure.